# ピランテル
ピランテル（Pyrantel）とは抗線虫作用を有するチオフェンの一つである。ピランテルは脱分極性神経筋遮断によって感受性寄生虫の組織を麻痺させることにより駆虫作用を示す。ヒトでは回虫、鉤虫、蟯虫、東洋毛様線虫の駆虫薬として承認されている。イヌでは犬回虫、犬小回虫、犬鉤虫、胃蠕虫などに、ウマでは普通円虫、馬円虫、馬回虫などに効果があるとされる他、ウシ、ヒツジ、ブタ、ネコ等でも鉤虫、回虫の駆除に用いられる。イヌのフィラリア予防のために毎月投与する場合もある。商品名コンバントリン。
日本薬局方には「ピランテルパモ酸塩」、米国薬局方では“Pyrantel pamoate”、欧州薬局方では“'Pyrantel embonate”と記載されているが、全て同じ物質を指す。
ピランテルのメチル誘導体であるモランテルも同様に駆虫作用を示す。1回の服薬で完全に駆虫することを目的に、ピランテルとプラジカンテルとの組み合わせがサナダムシに、フェバンテルとの組み合わせがしばしば鞭虫に使用される。
WHO必須医薬品モデル・リストに収載されている。

## 禁忌
製剤成分に過敏症の既往を有する患者のほか、ピペラジン系駆虫薬を投与中の患者では両剤の駆虫作用が減弱するおそれがあるので禁忌とされている。

## 安全性
ピランテルはヒトでの米国胎児危険度分類はCであり、日本の添付文書にも「妊娠中の投与に関する安全性は確立していないので、妊婦または妊娠している可能性のある婦人には、治療上の有益性が危険性を上回ると判断される場合にのみ投与する事。」と記載されているが、イヌやネコに用いる場合にはカテゴリーAであり、妊娠中の動物に対する安全性は高いと考えられている。

## 作用機序
ピランテルの回虫の体壁筋に対する作用が研究されて来た。ピランテルはニコチン受容体作動薬である。脱分極性神経筋遮断薬 として作用するので、レバミゾールやモランテルと同様に寄生虫の体壁筋のアセチルコリンニコチン受容体に作用して興奮させ、痙攣と続発性麻痺を惹起する。その結果、寄生虫は宿主の腸壁に“引っ掛かる”事ができなくなり、腸管から排出される。ピランテルは宿主の消化管からはほとんど吸収されず、少量では宿主は影響を受けない。多量の寄生虫が存在すると、駆虫薬投与の結果、完全腸閉塞が起こる可能性がある。この閉塞は通常虫体の嵌入によるものである。小動物に大量に寄生されていた場合は一度に多量の虫体を排出しようとするので発生し易い。虫体は通常の便、下痢、硬便、時に嘔吐で排出される。